# De stervende aarde
De stervende aarde (oorspr. titel: The Dying Earth) is een fantasyroman van Jack Vance en wordt gerekend als behorend tot een serie verhalen die diezelfde naam draagt. De serie speelt aan het einde der tijden; de zon is oud en bruingeel van kleur en de oude Aarde wordt spaarzaam bewoond door restanten van oude culturen, mens/dier kruisingen en een overgebleven stel tovenaars.
Het boek kwam voor het eerst uit in 1950 en werd in het Nederlands vertaald door Warner Flamen in 1974. De stervende aarde bestaat uit zes min of meer onafhankelijke verhalen.

## Turjan van Miir
Turjan van Miir doet al lange tijd pogingen om levenskrachtige schepselen te kweken. Uiteindelijk zoekt hij zijn heil bij magiër Pandelume, die in Embelion woont. In Embelion maakt hij kennis met T’sais, een buitengewoon mooi meisje, dat door een fout tijdens haar constructie behept is met een verwrongen geest: alles wat mooi is vervult haar met afschuw. In ruil voor een moeilijk te realiseren dienst – volgens Pandelume “om de symmetrie in het heelal te bewaren” - verkrijgt Turjan de gewenste kennis, waarna hij T’sain, een zuster van T’sais, bouwt. Hij keert met T’sain terug naar zijn huis op Aarde.

## Mazirian de Magiër
Op een kwade dag zet de concurrerende magiër Mazirian Turjan gevangen in de kelder van zijn huis, verkleind tot enkele decimeters groot, in een vijfhoekig rondlopend tunneltje. Samen met een hongerig draakje dat net iets langzamer beweegt dan Turjan, waar hij door voortdurend op zijn qui-vive te blijven telkens aan het draakje slaagt te ontsnappen. T’sain lokt Mazirian zijn huis uit, waarna een lange jacht volgt. Uiteindelijk weet T’sain Mazirian in de val te lokken. Turjan weet in zijn gevangen toestand overeind te blijven tot hij door T’sain wordt verlost.

## T’sais
Op een dag vervoegt T’sais zich bij Pandelume en zegt dat zij op Aarde de emotie van vreugde wil leren kennen. Hij geeft haar een magie-werende amulet en een magische rapier mee. Op Aarde aangekomen maakt zij aanvankelijk slechts ellende mee. Onder andere heeft ze een onaangename ontmoeting met de schurk Liane de Zwerver, een zorgeloze vrolijke monomaan. Op de vlucht voor een Deodand, een agressieve mens/dier kruising, vindt zij onderdak bij Etarr, die zijn gelaat verborgen houdt omdat het door de heks Javanne voorzien is van een demonisch uiterlijk. Gezamenlijk weten ze middels een confrontatie met Javanne op een Zwarte Sabbat de betovering ongedaan te maken, ten nadele van Javanne.

## Liane de Zwerver
Vrolijk huppelt de gewetenloze Liane door het bos; hij heeft zojuist een bronzen ring van een zwerver afgenomen. Hij ontdekt dat hij uit deze wereld verdwijnt als hij de ring over zijn hoofd tot op de grond laat zakken. Tijdens zijn tocht ontmoet Liane de schone heks Lith, die achterin haar huisje de helft van een gouden wandkleed bewaart. Zij smacht zozeer naar de andere helft, dat ze Liane een wederdienst toezegt als hij die helft ophaalt bij Chun de Onvermijdelijke. Liane gaat op pad. Als hij de tweede helft van het kleed van de wand steelt, staat daar Chun achter die een mantel draagt die van oogballen is gemaakt. Liane vlucht weg met Chun achter hem aan. Uiteindelijk stulpt Liane de ring over zich heen. Chun doet zijn naam echter eer aan, want als Lian zich weer in de hut bevindt blijkt Chun wederom achter hem te staan. ’s Avonds brengt Chun twee gouden draden van zijn kleed naar Lith. Aan zijn oogballenmantel prijken twee nieuwe ogen.

## Ulan Dhor
Ulan wordt door prins Khandive de Gouden op reis gestuurd naar de stad Ampridatvir, om magische vaardigheden op te doen. Ampridatvir blijkt een stad uit de oudheid, waar oude geavanceerde technologie, gebouwd door Rogel Domedonfors, nog functioneert, maar waar de huidige bewoners geen weet meer van hebben. Ulan maakt kennis met een meisje uit de stad, waarna zij na enige tijd bij de overige bewoners in ongenade vallen. Getweeën weten ze het oude brein van Rogel, inmiddels min of meer seniel geworden, te vinden. Hij blijkt nog steeds de stad te besturen. Het loopt met Ulan beter af dan met de stad.

## Gual van Sfere
Gual leed vanaf zijn jonge jaren aan een niet te stelpen nieuwsgierigheid naar kennis. Zodanig dat zijn vader hem, gewapend met enige magie, op pad stuurde naar het Museum van de Mens, waar de Curator – zo die nog bestond – zijn dorst naar kennis zou kunnen lessen. Na vele avonturen arriveert Gual bij het Museum, waar hij een gevaarlijke situatie aantreft. Gual gaat met de voor Jack Vance’s stijl kenmerkende woorden “We gaan met de geestelijke instelling van avonturiers, agressief en ijverig” met Shierl, zijn gezellin, een confrontatie aan met een demon die in een nis van het museum huist en daar vanuit zijn omgeving beheerst. Gual weet het vertrouwen te winnen van de curator en krijgt alle kennis tot zijn beschikking.